# Josie and the Pussycats (álbum)
| Críticas profissionais | Críticas profissionais |
| Avaliações da crítica  | Avaliações da crítica  |
| Fonte                  | Avaliação              |
| ---------------------- | ---------------------- |
| Allmusic               | [ 1 ]                  |

Foto promocional dos artistas.

Josie and the Pussycats é um álbum do gênero bubblegum pop de 1970 de um grupo de garotas projetado para ser a encarnação da vida real de uma banda fictícia em quadrinhos da Archie Comics e Hanna-Barbera. O álbum foi lançado pela Capitol Records.
Além de ser uma história em quadrinhos da Archie e uma série de desenhos animados, Josie and the Pussycats é também o nome de um grupo bubblegum pop dos anos 70 baseado nos personagens fictícios. O grupo era formado por Cathy Douglas (também conhecida como Cathy Dougher, e cujo nome real era Kathleen Dougherty), Patrice Holloway e Cherie Moor (mais tarde conhecida como Cheryl Ladd).
O grupo também lançou seis singles em 1970 e 1971. Todas as músicas foram relançadas em uma compilação de 2001, Stop, Look and Listen - The Capitol Recordings.

## Antecedentes
Em preparação para sua próxima série de desenhos animados, a Hanna-Barbera Productions começou a trabalhar na criação de um grupo de garotas reais chamado "Josie and the Pussycats", que daria as vozes nos desenhos animados e também gravaria um álbum.
As gravações de "Josie and the Pussycats" foram produzidas pela La La Productions que incluía o produtor/compositor Danny Janssen (que escreveu para Bobby Sherman e The Partridge Family), seu parceiro de negócios Bobby Young e os compositores Austin Roberts, Sue Steward como Sue Sheridan) e Bobby Hart (ex-um dos produtores/compositores de The Monkees). Eles realizaram uma pesquisa de talentos para encontrar três garotas que combinariam com as três garotas da história em quadrinhos, tanto na aparência quanto na capacidade de cantar, e depois de entrevistar mais de 500 finalistas decidiram escalar Dougher como Josie, Moor como Melody e Holloway como Valerie.

## Discografia
Todas as músicas escritas e compostas por Josie McCoy e outros colaboradores.

### Álbum original de 1970 (Capitol ST-665)
- Lado 1

1. "Every Beat of My Heart"
2. "La, La, La (If I Had You)"
3. "Stop, Look and Listen"
4. "Hand Clapping Song"
5. "I'll Be There"

- Lado 2

1. "You've Come a Long Way Baby"
2. "(They Long to Be) Close to You"
3. "Roadrunner"
4. "Lie Lie Lie"
5. "It Don't Matter to Me"

### Stop, Look and Listen — The Capitol Recordings(Rhino Handmade RHM2 7783)
Compilação de CD lançada em 2001, apresentando todas as faixas do álbum original mais o seguinte:
1. "Every Beat of My Heart" [Single Version]
2. "It's Alright With Me"
3. "Stop, Look and Listen" [Single Version]
4. "You've Come a Long Way Baby" [Single Version]
5. "Letter to Mama"
6. "Inside, Outside, Upside Down"
7. "Josie"
8. "With Every Beat of My Heart"
9. "Voodoo"
10. "If That Isn't Love"
11. "I Wanna Make You Happy"
12. "It's Gotta Be Him"
13. "Lie Lie Lie" [Alternate Mix]
14. "You've Come a Long Way Baby" [Alternate Mix #1]
15. "You've Come a Long Way Baby" [Alternate Mix #2]
16. "Together"
17. "Dreammaker"
18. "Time to Love"
19. "Josie and the Pussycats" (tema original, faixa oculta)

### Commercial singles
- "Every Beat of My Heart" b/w "It's All Right With Me" (Janssen, Steward; não-álbum) — Capitol 2967, 1970
- "Stop, Look And Listen" b/w "You've Come a Long Way Baby" — Capitol 3045, Fevereiro de 1971

### Outras versões
Essas músicas apareceram no programa e não foram lançadas para a compra do consumidor. "Clock on the Wall" e "I Love You Too Much" foram as únicas músicas não incluídas na reedição do Rhino.
- "Dreammaker"
- "Clock on the Wall"
- "Together"
- "The Time to Love"
- "I Love You Too Much"

Cartoon Network refez a música tema original em um curto chamado Musical Evolution.